# Хоккейные щитки
Хоккейные щитки — обязательное защитное обмундирование игрока в хоккей с шайбой. Основной задачей для изготовителей хоккейной экипировки являются комфорт и максимальная защищенность игрока. Цвет щитков не имеет значения, так как поверх щитков надеваются рейтузы либо гамаши, шорты и свитер. К основным видам хоккейных щитков можно отнести — нагрудник, налокотники и наколенники. 

## Нагрудник
Нагрудник (панцирь, наплечник) обеспечивает защиту грудной клетки и всей спины игрока, особенно позвоночника. Кроме переднего и заднего протектора, в конструкцию панциря входят специальные накладки-чашечки для плеч, а некоторые модели дополнительно снабжены усиленными боковыми вставками и регулируемыми (съемными) протекторами живота и поясницы. Главное требование к нагруднику — высокая степень защиты при максимальной подвижности.

## Налокотники
Налокотники хоккейные (локти, защита локтя) - элемент защитной экипировки хоккеиста.
Предназначены для защиты локтевого сустава, а также прилегающих к нему областей предплечья и нижней части плеча при падениях, ударах, попаданиях шайбы и других случаях.
Основой конструкции налокотника является особой формы чашечка, надеваемая на локтевой сустав, к которой, как правило, крепятся две жёсткие манжеты - нижняя и верхняя. Нижняя, чаще всего жестко скрепленная с чашечкой, защищает кости предплечья. В зависимости от конструкции налокотника это манжета может быть короткой или удлинённой. Эта особенность влияет на подбор модели хоккейных перчаток - в случае с удлинённой манжетой следует подбирать краги укороченной конструкции, чтобы избежать потери подвижности в кистевом суставе. 
Верхняя манжета служит для защиты нижней части плеча и имеет подвижное соединение с чашечкой.
При подборе налокотников следует обращать внимание на то, что налокотники для левой и правой руки разные.
В зависимости от материалов и элементов конструкции хоккейные налокотники делятся на профессиональные и любительские. Большинство моделей профессионального уровня обладают  высокой степенью защиты и повышенным комфортом при эксплуатации, а также прочностью, что обуславливает их стойкость к продолжительным нагрузкам различного характера.

## Наколенники
Щитки (наколенники) предназначены для защиты коленного сустава и голени хоккеиста. Они состоят из двух основных частей: выполненной из высокопрочного пластика чашечки и облегающего голень щитка, и дополнительных элементов — сделанной из «дышащей» ткани амортизационной подкладки и регулировочных ремешков. В зависимости от модели, подкладка щитков может иметь несколько слоев (чаще всего съемных), боковой охватывающий протектор голени и регулируемый / съемный протектор щиколотки.